# Pala della Mercanzia
La Pala della Mercanzia è un dipinto a olio su tela (238×212,5 cm) di Vincenzo Foppa, databile alla fine del XV secolo e conservato nella Pinacoteca Tosio Martinengo di Brescia.

## Storia
Il dipinto viene eseguito per l'altare maggiore della chiesa di San Faustino in Riposo, presso Porta Bruciata. Con le trasformazioni seicentesche dell'interno del sacello, la tela viene rimossa e trasferita nella Sala di San Faustino all'interno del Palazzo delle Mercanzie, dove acquisisce il nuovo nominativo popolare.
Dalla seconda metà dell'Ottocento è esposta nella collezione della Pinacoteca Tosio Martinengo.

## Descrizione
L'opera raffigura la Madonna, con in braccio il Bambino Gesù, seduta su un trono lievemente rialzato da terra mediante un gradino, ai cui lati vi sono i santi Faustino e Giovita in vesti sacerdotali. Le quattro figure sono legate dalle due palme del martirio, rette rispettivamente da Faustino e Maria e da Giovita e Gesù Bambino.
La scena, organizzata su una forte prospettiva centrale si svolge in un ambiente chiuso, aperto solo ai lati da due grandi finestre dalle quali si scorgono due alti ed esili alberi. L'interno è spoglio, ornato solamente dai ricchi drappi e dal baldacchino che costituiscono il trono di Maria. Sul margine inferiore è disposta la dedica della pala.

## Stile
La pala appare concepita in un'ansia di assolutezza lineare e luminosa, che spoglia la spazialità della scena, mutuata dall'architettura del Bramante, di ogni elemento ridondante che potrebbe distogliere l'attenzione dal dialogo diretto e familiare tra le quattro figure sante e il fedele.
Il Foppa costruisce qui un "prisma di luce", una cella monastica nobilitata dalla sua stessa parsimonia, assumendo in questo senso la lezione del Beato Angelico, dove gli elementi naturali, visibili dalle due aperture, sono solamente stilizzati.
Questa realtà rarefatta, ma trepida allo stesso tempo, costituirà una lezione capitale del Moretto, che nelle sue opere giovanili, e non solo, riproporrà costantemente.